# Castillo de Torrejón
El castillo de Torrejón también llamado torre de Torrejón se encuentra en el municipio de Gátova, en la comarca del Campo del Turia de la provincia de Valencia. Se encuentra catalogada como bien de interés cultural según consta en la Dirección General de Patrimonio Cultural de la Consejería de Turismo, Cultura y Deporte de la Generalidad Valenciana, no teniendo anotación ministerial.

## Descripción histórico-artística
En la Edad de Bronce, en la zona conocida como Marmolé de Abajo, había un asentamiento, del que hoy en día quedan solo restos, que podría ser el más antiguo poblamiento que se conoce de Gátova, sobre el que más tarde, se superpuso otro de época ibérica. También parecen ser ibéricos los muros cuyas ruinas se ven en el castillo de Torrejón.
Se trata se una torre rectangular de origen íbero, que posiblemente formara parte de las defensas de un asentamiento que podía ubicarse en la zona, según dejan entrever los restos arqueológicos encontrados. No queda apenas nada de la torre, apreciándose tan solo los cimientos y parte de la estructura que está prácticamente oculta por la vegetación del lugar.